# Ruprecht II av Pfalz
Ruprecht II av Pfalz, född 1325, död 1398, var kurfurste av Pfalz 1390.
Ruprecht var son till Adolf av Pfalz och gift med Beatrice av Sicilien.

## Barn
1. Ruprecht III av Pfalz, kurfurste av Pfalz 1398, Kung av Tyskland 1400. Född 1352, död 1410.